# Horst-Michael Groß
Horst-Michael Groß (* 1959 in Waltershausen) ist ein deutscher Neuroinformatiker und Robotiker. Er ist Universitätsprofessor an der TU Ilmenau in Thüringen.

## Leben und Werk
Groß wurde 1959 in Waltershausen geboren. Er legte 1977 sein Abitur an der dortigen Salzmannschule ab und studierte von 1980 bis 1985 Technische Kybernetik und Automatisierungstechnik mit der Vertiefung Biomedizinische Technik und Bionik an der TH Ilmenau (seit 1992 TU). 1989 promovierte er mit Auszeichnung bei Edgar Körner mit der Dissertation zum Thema Modellierung cortikaler Prozessoren zur inhaltsgesteuerten parallelen Informationsverarbeitung nach Vorbild des visuellen Cortex auf dem Gebiet der Neuroinformatik.
Horst-Michael Groß ist seit 1993 Leiter des Fachgebietes Neuroinformatik and Kognitive Robotik (NeuRob Lab) an der Fakultät für Informatik und Automatisierung der TU Ilmenau. Von 1998 bis 2005 war er Dekan der Fakultät für Informatik und Automatisierung der TU Ilmenau. 2009 wurde er mit einem Team aus Forschern der TU Ilmenau und des Ilmenauer Robotikunternehmens Metralabs GmbH für den weltweit ersten praxistauglichen interaktiven, mobilen Shopping-Roboter TOOMAS mit dem Thüringer Forschungspreis in der Kategorie Transfer ausgezeichnet. Seit 2021 ist er Vorstandsvorsitzender des Thüringer Zentrums für Lernende Systeme und Robotik (TZLR e.V.). 
Zu seinen Forschungsschwerpunkten gehören soziale Assistenzrobotik, Mensch-Roboter-Interaktion, Rehabilitationsrobotik, Maschinelles Lernen inklusive Deep Learning und Computervision mit besonderem Fokus auf den alltags- und praxistauglichen Einsatz von mobilen, interaktiven Assistenzrobotern in Handel, Häuslichkeit, Pflege und Rehabilitation sowie bei der roboterassistierten Fertigung.

## Publikationen (Auswahl)
- Groß, H.-M, Heinze, A., Seiler, T., Stephan, V. (1999) Generative Character of Perception: A Neural Architecture for Sensorimotor Anticipation. Neural Networks, vol. 12, pp. 1101-1129, Elsevier. https://doi.org/10.1016/S0893-6080(99)00047-7
- Groß, H.-M., Böhme, H.-J., Key, J., Wilhelm, T. (2000) The PERSES Project - A Vision-Based Interactive Mobile Shopping Assistant. Künstliche Intelligenz, vol. 4, pp. 34-36
- Groß, H.-M., Böhme, H.-J., Schröter, Ch., Müller, St., König, A., Einhorn, E., Martin, Ch., Merten, M., Bley, A. (2009) TOOMAS: Interactive Shopping Guide Robots in Everyday Use - Final Implementation and Experiences from Long-Term Field Trials. in: IEEE Int. Conf. on Intelligent Robots and Systems, pp. 2005-2012. https://doi.org/10.1109/IROS.2009.5354497
- Groß, H.-M., Müller, St., Schröter, Ch., Volkhardt, M., Scheidig, A., Debes, K., Richter, K., Döring, N. (2015) Robot Companion for Domestic Health Assistance: Implementation, Test and Case Study under Everyday Conditions in Private Apartments. in: IEEE Int. Conf. on Intelligent Robots and Systems, pp. 5992-5999. https://doi.org/10.1109/IROS.2015.7354230
- Groß, H.-M., Scheidig, A., Debes, K., Einhorn, E., Eisenbach, M., Müller, St., Schmiedel, Th., Trinh, T. Q., Weinrich, Ch., Wengefeld, T., Bley, A., Martin, Ch. (2017) ROREAS - Robot Coach for Walking and Orientation Training in Clinical Post-Stroke Rehabilitation: Prototype Implementation and Evaluation in Fields Trials. Autonomous Robots, vol. 41, pp. 679-698, Springer. https://doi.org/10.1007/s10514-016-9552-6
- Groß, H.-M., Scheidig, A., Müller, St., Schütz, B., Fricke, Ch., Meyer, S. (2019) Living with a Mobile Companion Robot in your Own Apartment - Final Implementation and Results of a 20-Weeks Field Study with 20 Seniors. in: IEEE Int. Conf. on Robotics and Automation (ICRA), pp. 2253-2259. https://doi.org/:10.1109/ICRA.2019.8793693